# Parazoa
Parazoa hay phân giới Cận đa bào là một nhóm bao gồm 3 ngành động vật là Porifera, Archaeocyatha và Placozoa. Là các động vật đa bào nguyên thủy. Động vật đa bào chưa phân hoá, cơ thể không có trục đối xứng, các tế bào chưa hình thành mô.

## Nhánh
Parazoa-Eumetazoa tách ra vào khoảng trước đây 940 triệu năm.
Parazoa hiện được xem là một nhóm cận ngành. Nhóm này không nằm trong phân tích nhánh hiện đại nhất. Khi tham chiếu, nó đôi khi được xem là nhóm tương đương với Porifera.
Một số tác giả xem nó bao gồm cả Placozoa, một ngành chỉ có ba loài duy nhất là Trichoplax adhaerens, Hoilungia hongkongensis và Polyplacotoma mediterranea  nhưng chúng đôi khi cũng được xếp vào phân giới Agnotozoa.